# Dacia Unirea Brăila în sezonul 2020-2021
Sezonul 2020–21 reprezintă pentru Dacia Unirea Brăila al doilea sezon în Liga III. Clubul brăilean va participa în 2 competiții, respectiv Liga a III-a, Cupa României.

## Jucători
La 16 noiembrie 2020.
| Nr. |         | Poziție | Jucător            |
| --- | ------- | ------- | ------------------ |
| 1   | România | P       | Octavian Stanciu   |
|     | România | P       | [Cristian Andrei]] |
|     | România | P       | Alin Mihai         |
| 6   | România | F       | Marius Moroianu    |
|     | România | F       | Silviu Sloata      |
|     | România | F       | Andrei Badlias     |
|     | România | F       | Andrei Paliu       |
|     | România | F       | Razvan Pavalache   |
|     | România | F       | Ovye Shedrack      |
|     | România | F       | Patrick Arnaud     |
|     | România | M       | Valentin Robu      |

| Nr. |         | Poziție | Jucător            |
| --- | ------- | ------- | ------------------ |
|     | România | M       | Ștefăniță Sava     |
|     | România | M       | Oana Rares         |
|     | România | M       | Andrei Apostolache |
|     | România | M       | Narcis Ionita      |
|     | România | M       | Florin Lungu       |
|     | România | M       | Marius Cocarla     |
|     | România | M       | Robert Vilceanu    |
|     | România | A       | Alexandru Duțu     |
|     | România | A       | Cosmin Zamfir      |
|     | România | A       | Gabby Batchabi     |
|     | România | A       | Patrick Petre      |

### Liga a III-a
| 12 septembrie 2020 | Avantul Valea Marului | 0–3 | Dacia Unirea Brăila                                   | Valea Marului |  |
| 17:00              |                       |     | Narcis Ioniță 49' Patrick Petre 67' Cosmin Zamfir 79' |               |  |

## Statistici

### Marcatorii golurilor
La 21 octombrie 2019.
| Jucător        | Goluri campionat | Goluri cupă |
| -------------- | ---------------- | ----------- |
| Patrick Petre  | 10               | 0           |
| Gabby Batchabi | 4                | 0           |